# 山形市馬見ヶ崎プール ジャバ
山形市馬見ヶ崎プール ジャバ（やまがたしまみがさきプール ジャバ、Yamagata Mamigasaki Pool JABA）は、山形県山形市にあるプール施設である。鈴川公園内に位置する。

## 概要
屋内プール、屋外プール、リラックスゾーン(水着のまま利用が可能な風呂)のほか、サウナがあり、年間来館者は10万人ほどを数え、屋外プールを開放する夏季は山形県内のみならず宮城など他県からの利用者も多く訪れる。
築24年が経過し、経年劣化により設備の更新が必要となったため、山形市が2027年度までの10年間で更新を計画。その一環で2020年1月から翌年3月まで休館し、
新型コロナウイルス感染症の影響で当初予定より遅れたが、2021年5月11日に営業を再開した。

## 交通・アクセス
- バス
  - 山形駅→関沢・宝沢・防原方面行15分、ジャバ入口バス停下車→徒歩5分[6]
- 車
  - 山形自動車道・山形蔵王ICから国道286号経由2km(5分)[7]
- 駐車場あり(無料/400台)

## 周辺
- 馬見ヶ崎川
- 山形大橋(国道13号山形バイパス)
- マツキドライビングスクール山形校

## 公式サイト
- 山形市馬見ヶ崎プール ジャバ